# Бодо фон Хомбург
Бодо фон Хомбург (на немски: Bodo von Homburg; † сл. 1316) е господар на замък Хомбург при Щатолдендорф в Долна Саксония.

## Произход
Той е син на Хайнрих фон Хомбург († 1290) и вероятно първата му съпруга графиня Мехтилд фон Дасел († 1258), дъщеря на граф Адолф II фон Дасел († сл. 1257) и Ерментруда фон Епщайн. Баща му се жени втори път пр. 18 юли 1267 г. за София фон Волденберг († 1312), дъщеря на граф Хайнрих II 'Млади' фон Волденбург-Хоенбухен († 1273) и Кунигунда фон Люхов. Според някои източници той е техен син. Внук е на Бодо 'Млади' фон Хомбург († пр. 9 юли 1228), който е убит от граф Еверщайн. Брат е на Йохан фон Хомбург († 1296) и Хайнрих, абат на Корвей и полубрат на Хайнрих (1290 – 1317), домхер в Хилдесхайм.

## Фамилия
Бодо фон Хомбург се жени за Агнес фон Еверщайн-Поле († сл. 1306), внучка на граф Албрехт IV фон Еверщайн († 1214), дъщеря на граф Херман I фон Еверщайн († 1272) и Хедвиг Якобсдотер († 1266). Те имат децата:
- Хайнрих фон Хомбург († сл. 1338), женен I. за Агнес дон Мансфелд († 1302), II. за графиня фон Хоя
- Бодо фон Хомбург († сл. 1350), пирор на „Св. Мориц“ в Хилдесхайм
- Херман фон Хомбург († сл. 1312), домхер в Хилдесхайм
- Зифрид фон Хомбург
- Аделхайд/Алхайдис фон Хомбург († сл. 1305)
- Агнес I фон Хомбург († 21 юни 1324), омъжена пр. 1 май 1312 г. за граф Гюнтер фон Шваленберг († 21 февруари 1336)
- София фон Хомбург († сл. 1304), монахиня в Кемнаде

Бодо фон Хомбург има и една незаконна дъщеря:
- Гербург фон Хомбург († сл. 1324), омъжена пр. 14 септември 1317 г. за граф Герхард I 'Стари' фон Халермунд († сл. 17 май 1326)